# Monosoleniaceae
Monosoleniaceae es una familia de  Marchantiophytas en el orden de Marchantiales. Comprende 2 géneros aceptados y 2 especies aceptadas.

## Taxonomía
La familia fue descrita por Ernest Henry Wilson y publicado en  Hooker's J. Bot. Kew Gard. Misc., 1972:214.

## Géneros
- Dumortieropsis
- Monosolenium